# Katharina (Waadt)
Katharina von Savoyen-Waadt (* um 1310; † 18. Januar 1388 in Namur) aus dem Haus Savoyen war von 1349 bis 1359 Herrin der Waadt.

## Leben und Wirken
Katharina war die Tochter des Ludwig II. von Savoyen-Waadt und der Isabelle von Chalon († 1352/1359), Tochter des Johann I. von Chalon, Sire d’Arlay und der Margarete von Burgund. Ihr Bruder Johann fiel 1339 in der  Schlacht bei Laupen. Katharinas Onkel Johann von Chalon-Arlay war von 1325 bis 1328 Bischof von Basel und von 1328 bis 1335 Bischof von Langres sowie Administrator von Basel.
Katharina ist vor ihrer Heirat 1333 mit Azzo Visconti urkundlich belegt. Die Ehe mit dem Herrn von Mailand blieb kinderlos. In zweiter Ehe heiratete sie 1340 Raoul II. de Brienne, ab 1344 Graf von Eu und Guînes sowie Connétable von Frankreich und liess 1343 ein erstes Testament verfassen. Nach dessen Hinrichtung 1350 wurde Wilhelm I., Graf von Namur (1324–1391) ihr dritter Ehemann.
Nach dem Tod ihres Vaters erbte Katharina 1349 die Freiherrschaft Waadt und verwaltete diese, unterstützt von ihrer Mutter. Sie verlieh Freibriefe und vergab Schenkungen an den Lausanner Domschatz. Katharina reiste, begleitet von ihrem Ehemann, nach 1352 mehrfach in die Waadt sowie nach Bugey-Valromey, empfing dort Huldigungen und nahm Lehnseide ab. Beide veräusserten 1359 die Freiherrschaft an Amadeus VI. von Savoyen. Die Apanage der Linie Savoyen-Waadt war damit beendet.

## Nachkommen
Nach zwei kinderlosen Ehen wurde Katharina in dritter Ehe Mutter von drei Kindern:
- Marie († 11. August 1412); ⚭ (1) 1370 Guido II. († 1397), Graf von Soissons und Blois; (2) ⚭ 1405 Pierre de Bréban († 1428), Seigneur de Landreville und Admiral von Frankreich
- Wilhelm II. (* 22. Januar 1355; † 10. Januar 1418), Seigneur de Béthune, 1391 Markgraf von Namur; ⚭ (1) 1384 Marie von Bar, Tochter von Robert I., Herzog von Bar und Maria von Frankreich; ⚭ (2) 1393 Jeanne d’Harcourt, Dame de Montaigle et de Béthune (* 1372; † 16. Februar 1456), Tochter von Jean VI., Graf von Harcourt und Aumale, und Catherine de Bourbon
- Johann III. († 1. März 1429), Herr zu Wynendaele, Renaix, Walcourt, Beaufort-sur-Meuse und Petegem, 1418 Markgraf von Namur; ⚭ 1388 Johanna von Abcoude († vor 1418), Tochter von Sweder III. von Abcoude, Herr zu Gaasbeek etc. Johann III. verkaufte im April 1421 die Grafschaft Namur bei lebenslänglicher Nutzniessung an Philipp den Guten, Herzog von Burgund.

## Belege
1. 1 2 3  Bernard Andenmatten: Katharina von Savoyen. In: Historisches Lexikon der Schweiz.  23. Februar 2011, abgerufen am 7. Juli 2025.

| Personendaten    | Personendaten                  |
| ---------------- | ------------------------------ |
| NAME             | Katharina von Savoyen          |
| ALTERNATIVNAMEN  | Katharina von Savoyen-Waadt    |
| KURZBESCHREIBUNG | Erbin der Freiherrschaft Waadt |
| GEBURTSDATUM     | um 1310                        |
| STERBEDATUM      | 18. Januar 1388                |
| STERBEORT        | Namur                          |